# Revsnes (Troms et Finnmark)
Pour les articles homonymes, voir Revsnes (homonymie).
Revsnes est une localité du comté de Troms et Finnmark, en Norvège.

## Géographie
Administrativement, Revsnes fait partie de la kommune de Kvæfjord.